# Desertec

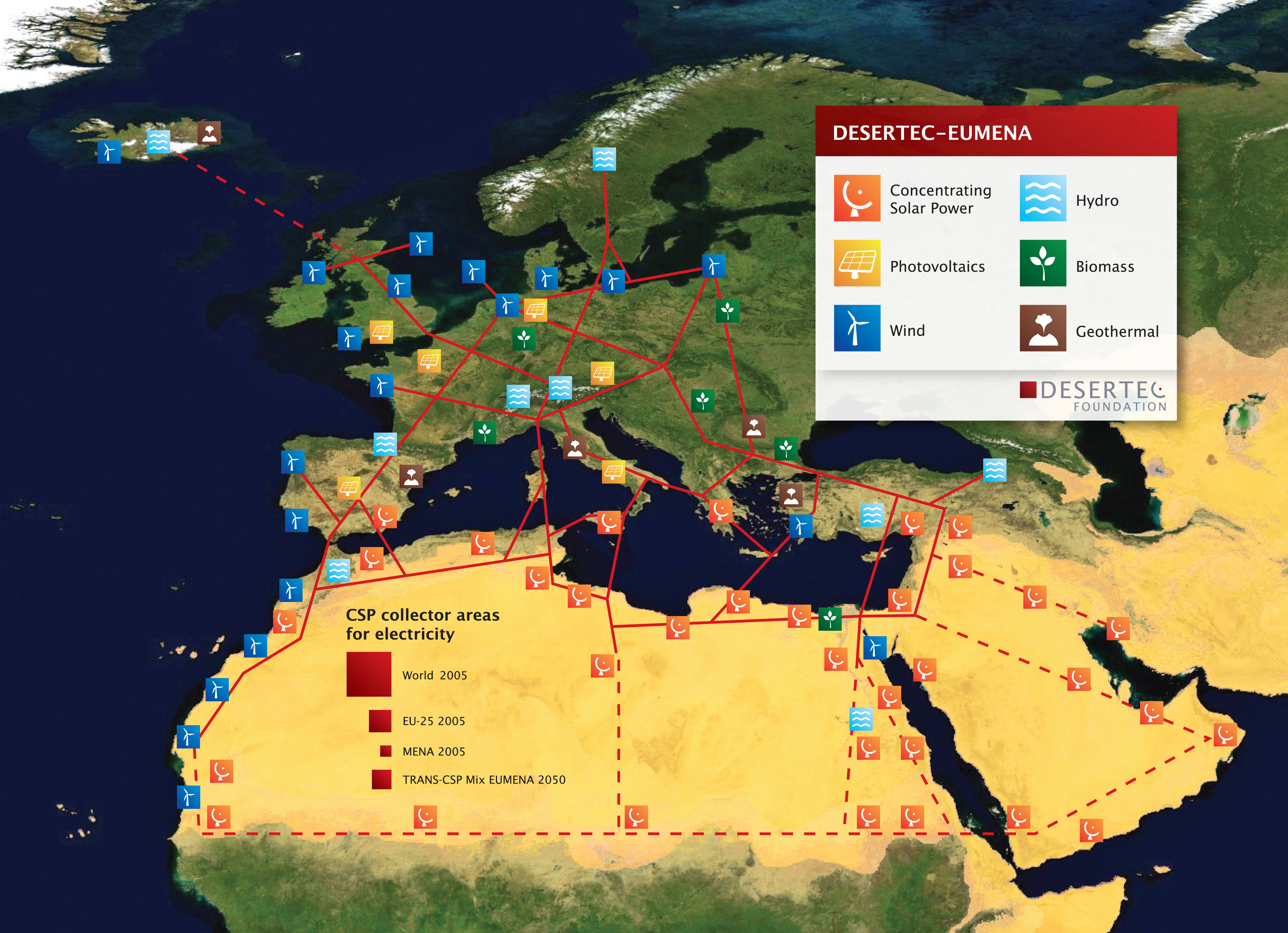
Mappa della possibile infrastruttura per il rifornimento energetico sostenibile per l'Europa, il Nord-Africa e il Medio Oriente (EU-MENA) (Source: DESERTEC Foundation, www.desertec.org)

DESERTEC è un progetto globale di sviluppo di energie rinnovabili basato sulla raccolta di energia elettrica prodotta da fonti sostenibili in siti in cui le fonti rinnovabili, ciascuna per la propria natura, sono più disponibili. Tali siti possono essere usati grazie all'interconnessione in una rete di trasmissione di corrente elettrica attraverso linee elettriche a bassa dispersione del tipo HVDC (High Voltage Direct Current: linee ad alta tensione in corrente continua). Prevede l'impiego di tutti i tipi di fonti rinnovabili, ma i deserti mondiali a più intensa insolazione giocheranno un ruolo primario.
Prendendo in considerazione anche l'uso del suolo e delle risorse idriche, DESERTEC offre una soluzione integrata a penurie di cibo e di acqua prefigurate da scenari futuri.

## Descrizione
DESERTEC fu sviluppato dalla Trans-Mediterranean Renewable Energy Cooperation (TREC) – una organizzazione volontaria fondata nel 2003 dal Club di Roma e dal National Energy Research Center Jordan, costituito da scienziati ed esperti provenienti da Europa, Medio Oriente e Nord Africa (EUMENA).
Da questa rete di contatti emerse poi la DESERTEC Foundation come un'associazione no-profit intesa a promuovere il progetto DESERTEC in tutto il mondo. I membri fondatori della DESERTEC Foundation sono l'associazione tedesca del Club di Roma, membri della rete di scienziati del TREC, sostenitori privati interessati al progetto e promotori del progetto DESERTEC “della prima ora”. Nel 2009, la Fondazione no-profit DESERTEC ha fondato l'iniziativa industriale con sede a Monaco di Baviera “Dii Gmbh” insieme a partner dal mondo industriale e finanziario. Il suo compito è quello di accelerare l'implementazione del progetto DESERTEC nella regione EU-MENA.
Gli studi scientifici elaborati dall’Agenzia Spaziale Tedesca (DLR) tra il 2004 ed il 2007 hanno dimostrato che il sole del deserto potrebbe sopperire alla crescente domanda di energia nella regione MENA, aiutando nel contempo a fornire energia all'Europa, riducendo le emissioni di ossidi di Carbonio nella regione EUMENA e fornendo energia agli impianti di desalinizzazione che garantiscono acqua potabile nella regione MENA. Dii GmbH ha poi pubblicato nel giugno 2012 un ulteriore studio chiamato “Desert Power 2050” (“L'Energia del deserto nel 2050”, ndr.). Da tale studio è emerso che la regione MENA sarebbe in grado di coprire i propri fabbisogni energetici con fonti rinnovabili, esportando la sovrapproduzione così da creare una vera industria dell'energia con un giro di affari superiore ai 60 miliardi di Euro. Nel contempo, importando “energia del deserto”, l'Europa potrebbe risparmiare qualcosa come € 30/MWh.

## Organizzazioni, tappe fondamentali e attività

### TREC

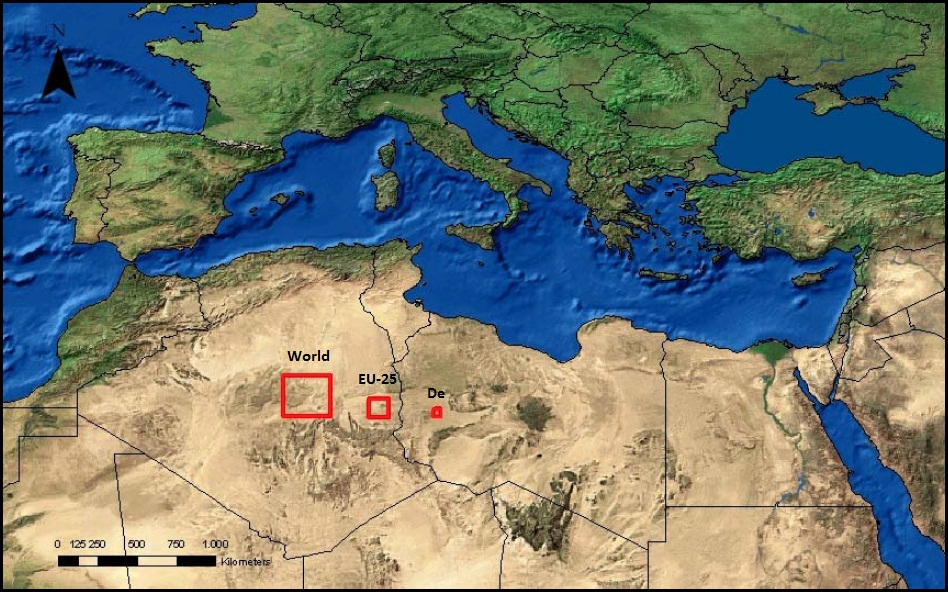
I 3 quadrati rossi rappresentano le aree che sarebbero sufficienti per produrre con impianti solari la quantità di energia consumata ogni giorno rispettivamente nel Mondo, in Europa (EU-25) e nella sola Germania (dati forniti dall'Agenzia spaziale tedesca (DLR) nel 2005).

L'idea di DESERTEC è nata dal dottor Gerhard Knies, fisico delle particelle tedesco, fondatore della rete di ricercatori TREC,Trans-Mediterranean Renewable Energy Cooperation. Nel 1986, sull'onda dell'incidente nucleare di Černobyl', stava cercando una possibile fonte alternativa di energia pulita e arrivò alla seguente importante conclusione: in sole sei ore i deserti mondiali ricevono dal sole una quantità di energia superiore a quanta l'intero genere umano ne consuma in un anno intero.
Il progetto originale di DESERTEC fu dapprima sviluppato dal TREC (Trans-Mediterranean Renewable Energy Cooperation) un'organizzazione volontaria fondata nel 2003 dal Club di Roma e dal National Energy Research Center della Giordania. Una rete internazionale costituita da scienziati, esperti e politici provenienti dal campo delle energie rinnovabili formò il nucleo di DESERTEC, che più tardi divenne la Desertec Foundation, una organizzazione non a scopo di lucro che vanta tra i suoi membri più illustri il Principe Hassan bin Talal di Giordania.

### DESERTEC Foundation
La DESERTEC Foundation fu fondata il 20 gennaio 2009 con l'intento di promuovere l'idea di DESERTEC per la produzione di energia pulita nei deserti di tutto il mondo. È una Organizzazione non governativa con uffici a Amburgo ed Heidelberg. Membri fondatori furono l'Associazione tedesca del Club di Roma, membri della rete di scienziati TREC, sostenitori privati e promotori di lungo periodo dell'idea alla base di DESERTEC.
La fondazione DESERTEC ha due direttori: Dr Thiemo Gropp, fisico tedesco e cofondatore di DESERTEC, e Dr. Ignacio Campino, un ecologista cileno precedentemente membro del Consiglio di Deutsche Telekom per la Sostenibilità e la Protezione ambientale.

Con circa 30 membri di staff, coordinatori nei vari Paesi e una vasta comunità di sostenitori in tutto il mondo, la Fondazione è attiva in tutto il Pianeta per accelerare la implementazione globale di DESERTEC attraverso le seguenti iniziative:
- Diffondere informazioni sul progetto DESERTEC

La Fondazione DESERTEC informa la società civile ed i politici attraverso la stampa, il proprio sito internet, newsletter, social media, filmati su DESERTEC e sulla rivoluzione delle energie rinnovabili, con opuscoli, articoli e libri come l'atlante DESERTEC, con presentazioni internazionali, lavoro politico e diplomatico con i ministeri, la Lega Araba e l'Unione Europea, ed attraverso la partecipazione attiva a conferenze internazionali per la protezione del clima.
- Coadiuvare la diffusione di conoscenza e la cooperazione scientifica
  - Rete Universitaria DESERTEC: nel 2010, la Fondazione DESERTEC ha lanciato la Rete Universitaria DESERTEC come una piattaforma per la collaborazione scientifica ed accademica nella regione MENA. Essa è dedicata a sviluppare le conoscenze e ad implementare i programmi di studio connessi con le energie rinnovabili. I membri fondatori includono la Fondazione DESERTEC e 18 università e centri di ricerca della regione MENA. Altre università europee e del MENA si sono poi aggiunte alla rete.[19]
  - RE-Generation MENA è un progetto per una Organizzazione non governativa e gli studenti di Egitto e Tunisia, lanciato nel 2011 e fondato dall'Ufficio Federale Tedesco per gli stranieri. L'obiettivo è creare consapevolezza su DESERTEC ed i suoi impatti positivi, stabilendo una migliore comprensione dei meccanismi di introduzione delle energie rinnovabili e dei loro benefici generali, iniziando una cooperazione sulla base di un approccio comune per lo sviluppo sostenibile.[19]
  - La piattaforma DESERTEC per la conoscenza, progetto che deve essere varato nel corso del 2013 per favorire la condivisione della conoscenza e la collaborazione all'interno della comunità DESERTEC; viene costituita dalla “Fondazione tedesca per l'ambiente”. Vi si può avere accesso senza costi.[20]

- Raccogliere scambi e collaborazioni dal settore privato
  - L'iniziativa industriale Dii GmbH: nel 2009, la fondazione senza scopi di lucro DESERTEC fondò l'iniziativa industriale Dii GmbH, insieme a partner industriali e dal mondo della finanza.
  - WEREEMa: “Wind Energy & Renewable Energy in Maroc” fu lanciata nel 2011. Fondata dall'EU, dal BMU (Ministero Federale tedesco per l'ambiente, la conservazione della natura e la sicurezza nucleare), dalla Banca di investimenti Schleswig-Holstein Investment Bank, dalla Fondazione DESERTEC e da partner provenienti dal Marocco e dalla Germania, per lavorare insieme per migliorare le condizioni strutturali per un rapido sviluppo dell'eolico e di altre energie rinnovabili in Marocco. Ciò verrà raggiunto attraverso la crescita in ambito educativo e della ricerca, gruppi di studio, misurazioni sul vento, progetti pilota e collaborazione economica.[16]

- Promuovere la realizzazione delle necessarie condizioni per lo sviluppo:
  - Coordinatori Regionali per ogni Stato: L'obiettivo della rete di volontari locali qualificati della Fondazione DESERTEC è di creare relazioni con organizzazioni non governative, istituzioni scientifiche e società private nei Paesi di rispettiva competenza, per meglio diffondere le idee alla base di DESERTEC. Ci sono coordinatori in Austria, Belgio, Cina, Egitto, Francia, Gambia, Giappone, Messico, Arabia Saudita, Svizzera, Tunisia, Regno Unito.[21]
  - Cooperazione con JREF in Asia: nel marzo 2012, un anno dopo il disastro nucleare di Fukushima, la fondazione DESERTEC e la Fondazione Giapponese per le Energie Rinnovabili hanno siglato un memorandum di intesa in base al quale condivideranno conoscenze e know-how e coordineranno il loro impegno per sviluppare condizioni adatte allo sviluppo delle energie rinnovabili e per realizzare una cooperazione sovranazionale nell'area dell'Est Asiatico. L'intento è quello di accelerare la realizzazione di impianti ad energie rinnovabili in Asia per assicurare alternative sostenibili ai combustibili fossili ed all'energia nucleare. Fa parte della missione della JREF anche promuovere l'iniziativa di una Super Rete Asiatica per facilitare un sistema elettrico basato per intero su energia da fonti rinnovabili. La fondazione DESERTEC vede questa Rete come un importante passo avanti verso l'implementazione del progetto DESERTEC nella regione dell'Est Asiatico ed ha già condotto uno studio di fattibilità su potenziali “corridoi” di Rete che permettano il migliore sfruttamento dell'energia prodotta dai deserti della Regione.[22]

- Valutare ed avviare progetti pilota

Nel 2011, la Fondazione DESERTEC cominciò a valutare progetti che potessero servire come modelli pilota per l'implementazione di DESERTEC in accordo con i suoi criteri di sostenibilità. Il primo di essi fu TuNur, un progetto di solare a concentrazione CSP da 2 GW di potenza situato in Tunisia. Esso prevede la creazione di un massimo di 20.000 posti di lavoro diretti ed indiretti ed include sistemi dry-cooling che permettono una riduzione dell'utilizzo di acqua fino al 90 %. Si prevede che TuNur immetterà la prima corrente elettrica in rete nel 2016.

### Dii GmbH
Per contribuire ad accelerare l'implementazione del progetto DESERTEC nella Regione EU-MENA, la Fondazione no-profit DESERTEC ed un gruppo di 12 società europee guidate da “Munich RE” hanno avviato il 30 ottobre 2009 a Monaco di Baviera una iniziativa industriale chiamata Dii GmbH. Tra le altre aziende: Deutsche Bank, E.ON, RWE, Abengoa.
L'intento di Dii GmbH è di creare una situazione favorevole agli investimenti in energie rinnovabili e sistemi di distribuzione interconnessi tra Nord Africa e Medio Oriente sviluppando le necessarie condizioni tecnologiche, economiche, politiche. Questo comprende lo sviluppo concreto di un progetto di lungo periodo chiamato “Desert Power 2050” contribuendo a raccogliere fondi ed a pilotarne gli investimenti. Dii GmbH darà inoltre avvio ad una serie di progetti pilota per dimostrare la fattibilità generale dell'iniziativa e per ridurre i costi. Il 24 novembre 2011 è stato siglato un memorandum di intesa tra il Consorzio Medgrid e Dii per studiare, progettare e promuovere una rete elettrica interconnessa che colleghi DESERTEC con Medgrid. Medgrid e DESERTEC insieme serviranno come dorsale di una super - rete europea di distribuzione (European super grid) ed i vantaggi di investire nella tecnologia HVDC serviranno a raggiungere l'obiettivo finale di una super-rete intelligente (supersmart grid). Le attività di Dii e di Medgrid sono coperte dal Piano Solare Mediterraneo (Mediterranean Solar Plan - MSP), una iniziativa politica all'interno della Unione per il Mediterraneo.

#### Consorzio
Dii GmbH ha sede a Monaco di Baviera, è soggetta alle leggi tedesche ed è stata costituita il 30 ottobre 2009 dall'organizzazione no-profit Fondazione DESERTEC e da un consorzio di 12 aziende europee e dalla regione MENA, guidate da Munich Re. In origine il consorzio prevedeva (ad ottobre 2009),
- DESERTEC Foundation
- Munich Re
- Deutsche Bank
- Siemens[34]
- ABB
- E.ON
- RWE
- Abengoa Solar
- Cevital
- HSH Nordbank
- M+W Group
- Flagsol
- Schott Solar

Ad ottobre 2009 ci furono articoli di giornale che riportavano che altri partner erano interessati all'impresa – tra di essi ENEL, EDF, Red Eléctrica de España e aziende dal Marocco, Tunisia ed Egitto.
Ad novembre 2012 Dii consisteva di 56 portatori di interesse e partner associati da 15 Paesi del Nord Africa, Medio Oriente ed Europa – tra cui IBM Deutschland, HSBC, Morgan Stanley, Terna, Red Electrica SA, Enel, NAREVA Holding (Marocco) e Commerzbank.
Il CEO di Dii GmbH è Paul van Son, un esperto energy manager noto a livello internazionale.

## Dettagli del progetto

### Descrizione

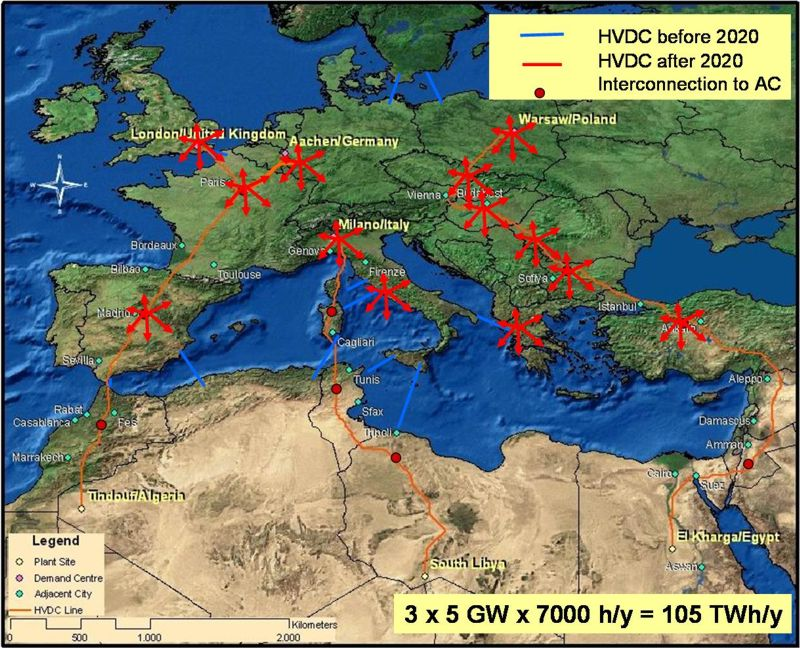
Lo studio del DLR sulle reti di trasmissione HVD esistenti e ipotetiche

Le macroregioni originali per la valutazione e l'applicazione di questo progetto sono Unione Europea, Medio Oriente e Africa del Nord (EU-MENA). Le organizzazioni DESERTEC promuovono la generazione di energia elettrica in Nord Africa, Medio Oriente ed Europa utilizzando impianti ad energie rinnovabili, come gli impianti solari termici ed i parchi eolici, e sviluppano una rete elettrica Euro-Mediterranea, costituita soprattutto da impianti con cavi di trasmissione in alta tensione a corrente continua HVDC. A dispetto del nome, la proposta di DESERTEC vedrebbe la maggior parte degli impianti di produzione al di fuori del Deserto del Sahara, nelle zone meridionale e settentrionale in quanto più accessibili con le loro steppe ed i boschi, così come pure nella zona più occidentale del deserto costiero atlantico.
Secondo la proposta DESERTEC impianti solari a concentrazione , sistemi fotovoltaici e parchi eolici verranno diffusi nelle regioni desertiche del Nord Africa come il Deserto del Sahara. La corrente elettrica prodotta verrà trasmessa nei Paesi europei ed africani tramite una super griglia di trasmissione di tipo HVDC (High Voltage Direct Current: linee ad alta tensione in corrente continua). Ciò potrebbe assicurare di coprire una considerevole parte della richiesta di energia da parte dei Paesi della regione MENA e, inoltre, di coprire circa il 15 % del fabbisogno di corrente dell'Europa continentale. Secondo uno scenario prospettico elaborato dal Centro aerospaziale tedesco (DLR), gli investimenti in impianti solari e linee di trasmissione entro il 2050 sarebbero pari a 400 miliardi di €.

### Tecnologia

#### Solare a concentrazione
I sistemi di produzione dell'energia a concentrazione solare (CSP) utilizzano specchi o lenti per concentrare una grande area di raccolta dei raggi solari, e quindi di energia termica, su una piccola superficie. L'energia elettrica è prodotta quando i raggi solari concentrati vengono convertiti in calore, che va ad alimentare un motore termico (tipicamente una turbina a vapore) collegato ad un generatore elettrico. Sali fusi possono essere utilizzati come accumulo di energia termica per conservare l'energia raccolta da una torre solare o da altra struttura, così da poterla utilizzare per la produzione energetica anche in condizioni di maltempo o durante la notte.
Dal momento che i campi solari alimentano con la loro energia impianti di produzione tradizionali attraverso una turbina a vapore, essi possono essere combinati senza alcun problema con impianti di produzione ad energie fossili.
La possibilità di avere impianti ibridi permette di assicurare la produzione di energia anche durante condizioni meteo sfavorevoli e durante la notte senza la necessità di costosi impianti di integrazione. Una sfida tecnologica è costituita dal raffreddamento di tutti gli impianti di produzione termica; pertanto, Dii ha considerato in alternativa soluzioni che vedano cospicue disponibilità di acqua, nonché impianti costieri o migliori tecnologie di raffreddamento.

#### Fotovoltaico
Dii considera anche il fotovoltaico come una tecnologia adatta per gli impianti di produzione energetica nel deserto. Il fotovoltaico è un metodo di produzione di energia elettrica che prevede la conversione della radiazione solare direttamente in corrente elettrica attraverso l'utilizzo di semiconduttori. La generazione di energia fotovoltaica impiega pannelli solari composti da stringhe di un certo numero di celle solari contenenti materiali fotovoltaici. I materiali utilizzati comprendono silicio monocristallino, policristallino ed amorfo, tellurio di cadmio e solfuri di rame-indio-gallio-selenio (CIGS). Grazie ai progressi tecnologici, all'aumento dei volumi di produzione ed al miglioramento dei processi produttivi, il costo del fotovoltaico è molto diminuito rispetto a quello dei primi moduli prodotti. Nel 2010, la First Solar –un produttore di pannelli solari a film sottile – si è unita a Dii come partner associato. La compagnia statunitense ha già esperienza di grandi impianti fotovoltaici e sta attualmente realizzando l'impianto da 550 MW - "Desert Sunlight Solar Farm" in California, che diventerà il più grande impianto fotovoltaico del mondo.

#### Energia eolica
Dal momento che in alcune zone del MENA c'è anche un forte potenziale dell'eolico, Dii sta valutando in quali regioni geografiche l'installazione di fattorie del vento sia più adatta. Le turbine eoliche producono elettricità attraverso la rotazione delle pale, che fanno girare un albero motore collegato ad un generatore che produce corrente elettrica.

#### Corrente continua ad alta tensione (HVDC)
Connessioni esistenti
     In costruzione
     Allo studio

Connessioni esistenti
In costruzione
Allo studio

Per esportare l'energia rinnovabile prodotta nella regione desertica del MENA è necessaria una rete elettrica di trasmissione in corrente continua ad alta tensione HVDC. La tecnologia HVDC è un metodo collaudato ed economico di trasmissione a grandi distanze ed anche un metodo affidabile per collegare reti asincrone o reti con frequenza differenti. Attraverso impianti HVDC l'energia può anche essere trasmessa in entrambe le direzioni. Sulla lunga distanza, la trasmissione HVDC risente di perdite di linea inferiori a quelle che si verificano su reti in corrente alternata (AC). A causa della maggior insolazione della regione MENA, la produzione di energia, pur con le perdite connesse alla trasmissione, è ancora vantaggiosa rispetto alla produzione nel Sud Europa.
Sono già stati realizzati anche impianti con distanze di trasmissione particolarmente lunghe, grazie alla cooperazione tecnologica tra ABB e Siemens, entrambe “portatrici di interesse” in Dii; in particolare, la linea di trasmissione da 800 kV in HVDC Xiangjiaba-Shanghai, commissionata dalla State Grid Corporation of China (SGCC) nel giugno 2010.
Il collegamento in HVDC è il più potente e lungo del suo tipo ad essere stato realizzato al mondo; al momento della messa in servizio ha trasmesso 6.400 MW di potenza ad una distanza di quasi 2.000 km. Questa distanza è superiore a quella che separa le regioni MENA e l'Europa. Siemens Energia ha equipaggiato la stazione di invio e conversione dell'energia di Fulong con dieci trasformatori in corrente continua, tra cui cinque da 800kV.
Il secondo progetto HVDC, sempre per SGCC ed in collaborazione con ABB, è una nuova linea da 3.000 MW su una distanza di 920 km tra Hulumbeir (nella Mongolia interna) e Shenyang nella provincia di Liaoning nel Nord-Est della Cina, realizzato nel 2010. Un altro progetto, con avviamento previsto per il 2014, è la costruzione di una linea da ±800 kV di tipo UHVDC tra il Nord Est cinese e la regione orientale dell'India, fino alla città di Agra, su una distanza di 1.728 km.

## Progetti
I primi progetti solari ed eolici in Nord Africa sono già iniziati e Paesi come il Marocco hanno preparato ambiziosi piani di sviluppo per l'implementazione delle energie rinnovabili. L'impianto solare di Ouarzazate in Marocco, per esempio, con una potenza iniziale di 160 MW, dovrebbe vedere avvio alla costruzione entro il 2012.
Nel 2011, la Fondazione DESERTEC ha iniziato a valutare progetti che possano servire come modelli per la implementazione di DESERTEC secondo i suoi criteri di sostenibilità. Il primo di questi è l'impianto solare di TuNur, in Tunisia, che vedrà una potenza di 2 GW. Con la creazione di fino a 20.000 posti di lavoro diretti ed indiretti, esso comprenderà sistemi di dry-cooling che ridurranno il consumo di acqua fino anche del 90%. L'inizio della costruzione è pianificato per il 2014, e si prevede che invierà energia elettrica in Italia entro il 2016. Un video su YouTube illustra il progetto.
Gli incontri con il Governo del Marocco hanno avuto esiti positivi e Dii ha confermato che il suo primo progetto pilota sarà in Marocco. Il Marocco è un Paese in posizione particolarmente favorevole per la partnership con l'Europa e la MENA, soprattutto dal momento che una interconnessione tra il Marocco e la Spagna attraverso Gibilterra esiste già. Inoltre, il governo marocchino ha varato un programma di supporto allo sfruttamento delle energie rinnovabili. A giugno 2011, Dii ha siglato un memorandum di intenti con l'Agenzia Marocchina per l'energia solare (MASEN). MASEN sarà lo sviluppatore del progetto e sarà responsabile per tutti i maggiori stadi di avanzamento in Marocco. Dii promuoverà il progetto e curerà gli aspetti finanziari presso l'Unione Europea a Brussel e presso i governi locali coinvolti. Questo progetto pilota, con una potenza totale di 500 MW, vedrà una combinazione di impianti solari a concentrazione (per 400 MW) e fotovoltaico (100 MW). La prima energia prodotta dal progetto congiunto Dii/MASEN alimenterà le reti marocchina e spagnola tra il 2014 ed il 2016, a seconda della tecnologia impiegata. Stime attuali parlano di un investimento totale pari a 2 miliardi di Euro.
Nell'aprile del 2010, Dii ha sottolineato che gli impianti produttivi non saranno installati nella regione del Sahara occidentale appartenente al Marocco. Un portavoce ufficiale di Dii ha infatti dichiarato: “I nostri progetti pilota non saranno collocati nella regione. Cercando siti per il progetto, Dii prenderà anche in considerazione fattori politici, ecologici e culturali. Questo metodo è in linea con le politiche di finanziamento delle banche internazionali per lo sviluppo.”
In Tunisia STEG Énergies Renouvelables, una società appartenente alla Società Tunisina per le Utility, e Dii stanno lavorando ad uno studio di pre-fattibilità. Lo studio si concentra su importanti progetti ad energia solare ed eolica in Tunisia. L'indagine ricercherà le condizioni tecniche e normative per la fornitura di energia alle reti locali, e per l'esportazione di energia ai Paesi vicini ed all'Europa. Inoltre, verrà analizzato il lato finanziario del progetto.
L'Algeria, che presenta eccellenti condizioni per le energie rinnovabili, è considerata una location ideale per un ulteriore progetto pilota. Nel dicembre 2011, la società energetica algerina Sonelgaz e Dii hanno siglato un protocollo di intesa per la loro futura collaborazione alla presenza del commissario all'energia dell'Unione Europea Günther Oettinger e del ministro algerino per l'energia e gli scavi minerari Youcef Yousfi. Focus di questa cooperazione saranno il rafforzamento e lo scambio di conoscenze tecniche, gli sforzi congiunti per lo sviluppo del mercato ed il progresso delle energie rinnovabili in Algeria e nei Paesi stranieri.
Dal momento che i progetti euro-mediterranei Medgrid e DESERTEC stanno entrambi tentando di generare energia da fonte solare e si completano a vicenda, il 24 novembre 2011 è stato siglato un memorandum di intenti tra Medgrid e Dii volto a studiare, progettare e promuovere una rete elettrica interconnessa che colleghi i due progetti. L'obiettivo è costruire cinque interconnessioni, al costo di circa 5 miliardi di euro, tra cui quella tra Tunisia ed Italia. Le attività di Dii e di Medgrid sono coperte dal Piano Solare mediterraneo (MSP), una iniziativa interna all'Unione per il Mediterraneo.
A marzo 2012 Dii, Medgrid, Friends of the supergrid e Renewables Grid Initiative hanno firmato una dichiarazione congiunta per sostenere la effettiva e completa integrazione, in un unico mercato elettrico, delle energie rinnovabili provenienti sia da impianti su larga scala sia da impianti decentralizzati, che non dovranno escludersi a vicenda in un contesto che riguardi l'Europa e delle regioni vicine.

## Ostacoli
Impianti solari centralizzati e linee di trasmissione potrebbero divenire obiettivi di attacchi terroristici. Alcuni esperti - come il professore Tony Day, direttore del centro per le energie rinnovabili ed efficienti negli edifici alla London South Bank University, Henry Wilkinson dello Janusian Security Risk Management, e Wolfram Lacher del Control Risks consultancy – hanno espresso dubbi circa ostacoli politici che potrebbero frapporsi al progetto. La produzione di tanta energia elettrica da consumarsi in Europa e in Africa creerebbe una dipendenza politica dai Paesi del Nord Africa, che avevano problemi di corruzione prima della Primavera Araba e che presentano problemi di coordinamento e presidio dei confini territoriali.
Inoltre, DESERTEC richiederebbe un'importante collaborazione a livello economico e politico tra l'Algeria e il Marocco, cooperazione resa assai problematica e a rischio dai forti dissapori tra i due Paesi dovuti a rivendicazioni sul Sahara Occidentale. Anche la cooperazione tra i Paesi europei e gli Stati del Nordafrica presenta sicuramente delle sfide. La collaborazione su larga scala necessaria ai fini del progetto potrebbe comportare ritardi burocratici legati, tra l'altro, a procedure di esproprio.
Ci sono anche preoccupazioni per il fabbisogno idrico degli impianti per tenere puliti i pannelli e per il raffreddamento delle turbine, fattore questo che andrebbe a svantaggio delle popolazioni residenti, di cui andrebbe a intaccare le disponibilità di acqua.
A questo proposito, tuttavia, vi soni anche alcuni studi che evidenziano la possibilità di produrre acqua potabile che discenderebbe dagli impianti termici. Inoltre, non sarebbero poi effettivamente necessarie grandi quantità di acqua per la pulizia e per sostenere i processi, potendosi contare su tecnologie alternative (dry cleaning e dry cooling, rispettivamente pulizia e raffreddamento “a secco”). Comunque, il dry-cooling è più costoso e meno efficiente dei sistemi di raffreddamento ad acqua. I piani per la desalinizzazione dell'acqua a fini di raffreddamento non fanno parte del piano di business di DESERTEC o delle stime dei costi fin qui proposte.
Hermann Scheer di Eurosolar ha puntualizzato che il solo irraggiamento solare doppio che contraddistingue il Sahara non può essere l'unico fattore da prendere in considerazione, dal momento che i venti alisei potrebbero costituire un problema.
La trasmissione di energia a grande distanza è stata criticata con obiezioni sollevate sui costi del cablaggio in rapporto alla produzione energetica, e sulle perdite di linea. Ad ogni modo, gli studi e le tecnologie correntemente in uso mostrano che le perdite di linea, utilizzando linee HVDC, ammonterebbero a solo il 3 % su 1.000 km (25% su 10.000 km).
I costi di una super-rete europea potrebbero essere contenuti, secondo alcune proposte, pensando a un sistema di distribuzione “in cascata” tra Paesi vicini, così da poter attingere energia dagli Stati più prossimi anziché da lontani siti di produzione nel deserto.
Una domanda fondamentale riguarda l'aspetto culturale, dal momento che il Medio Oriente e le nazioni africane potrebbero richiedere assicurazioni circa la loro futura proprietà degli impianti e dei progetti, contro una visione che vede impianti di proprietà europea imposti ai Paesi africani.